# 今枝直道
今枝 直道（いまえだ なおみち）は、江戸時代中期の武士。加賀国加賀藩家老今枝内記家第5代。

## 家系
今枝内記家家は豊臣秀次家臣を経て前田利長に仕えた今枝重直を初代とし、2代直恒、3代近義、4代直方は藩主世子の守役を務め、代々家老。禄高1万4000石。明治33年（1900年）子孫の直規が華族に列し、男爵に叙された。
他国との婚姻を禁止する前田家では例外的に、岡山藩池田家家老日置家と縁組を重ねることを許されている。

## 略歴
享保9年（1724年）加賀藩家老、小松城代前田知頼（秋庵）の次男として生まれる。
享保13年（1728年）祖母の兄今枝直方の嫡男恒明が不行跡のため廃嫡となり、その代わりに今枝家に養子入りした。藩主前田吉徳に仕えて禄高5000石。
元文4年（1739年）家督と禄高1万4000石を相続。寛保元年（1741年）定火消役となる。
延享2年（1745年）5月、藩主吉徳帰国御礼使者として江戸に出府した。
宝暦4年（1754年）4月27日、死去。享年31。家督は養子直郷が相続した。